# Carlo Digilio
Carlo Digilio, soprannominato zio Otto (Roma, 7 maggio 1937 – Bergamo, 12 dicembre 2005), è stato un terrorista e collaboratore di giustizia italiano, appartenente al gruppo neofascista di Ordine Nuovo, poi pentito e condannato, reo confesso ma con pena prescritta, per concorso nella strage di piazza Fontana, nonché coinvolto anche nella strage di piazza della Loggia.

## Biografia
Nato a Roma nel 1937, trasferitosi a Venezia, si iscrisse nei primi anni '60 alla facoltà di Economia e Commercio, senza terminare gli studi. Prima il servizio militare, poi la morte del padre Michelangelo, militare di carriera, dopo un incidente stradale nel 1967, lo portarono, secondo la sua testimonianza, ad entrare nella rete degli informatori italiani al servizio delle basi NATO nel Veneto, col nome in codice Erodoto (già usato dal padre), nell'ambito del programma di arruolamento di fascisti e anticomunisti promossa dalla CIA e dai servizi segreti italiani.

### Ordine Nuovo
Entrato nel gruppo veneto di Ordine Nuovo, formazione di tendenze neofasciste e neonaziste, per sua stessa ammissione partecipò prima a vari progetti golpisti, poi all'esecuzione della strage di piazza Fontana come esplosivista e artificiere della cellula padovana di Franco Freda e Giovanni Ventura, ispezionando la funzionalità degli ordigni usati a Milano e nella successiva strage di piazza della Loggia, raccontando anche i retroscena della strage della Questura di Milano, rivelando che Gianfranco Bertoli non era un anarchico ma un infiltrato. Nell'ambiente, venne soprannominato "zio Otto". Egli accusò (insieme ad un altro testimone, Martino Siciliano) Delfo Zorzi, poi assolto dopo un lungo iter giudiziario e nel frattempo rifugiatosi in Giappone, di essere l'esecutore materiale della strage di piazza Fontana del 12 dicembre 1969.
Dopo lo scioglimento d'ufficio di ON, coinvolto nelle indagini per "ricostituzione del partito fascista", entrò in contatto con i Nuclei Armati Rivoluzionari, ma venne arrestato per breve tempo a Venezia nel giugno del 1982 (nell'ambito delle operazioni successive alla strage di Bologna), dove nel frattempo era riuscito a ricoprire la carica di segretario del Poligono di tiro del Lido, ma decise poi di allontanarsi dall'Italia raggiungendo Santo Domingo. Lì si sposò ed ebbe una figlia. In questo periodo, secondo sue dichiarazioni, continuò a collaborare con i servizi segreti americani, reclutando esuli cubani da impiegare contro Fidel Castro.
Nell'autunno del '92, colpito da mandato di cattura, venne arrestato, espulso e consegnato all'Italia, dove i processi a suo carico si erano conclusi con una sentenza definitiva a 10 anni di carcere. Divenne il primo vero pentito dell'estremismo nero, raccontando di aver lavorato nell'eversione assieme a Delfo Zorzi (che sarà però assolto anche per piazza della Loggia) e Carlo Maria Maggi della cellula veneziana, Franco Freda e altri, ma nel 1995 venne colpito da un ictus che gli provocò problemi di memoria, e per questo motivo fu ritenuto poco attendibile nelle sue accuse a Zorzi.
In particolare Digilio, come Martino Siciliano, asserì, nel 1994, che fu Delfo Zorzi (e non l'anarchico Pietro Valpreda, accusato e poi assolto) a porre materialmente la bomba di piazza Fontana alla Banca Nazionale dell’Agricoltura, aggiungendo che Zorzi gli aveva confidato di aver avuto l’aiuto (non si sa se consapevole o inconsapevole) del "figlio di un direttore di Banca". Zorzi verrà assolto per mancanza di prove, sia per piazza Fontana che per piazza della Loggia, venendo riconosciuta la sua responsabilità solo per gli attentati senza vittime alla scuola slovena di Trieste (anch'esso confessato da Zorzi a Digilio) e al cippo di confine.
La sua pena per piazza Fontana, unico condannato, venne prescritta grazie ai benefici di legge, e i suoi legali non fecero così ricorso dopo il primo grado, rendendola definitiva. Venne accertato anche un suo coinvolgimento per piazza della Loggia. Trascorse gli ultimi anni nel programma protezione testimoni col nome di "Mario Rossi", e morì in una casa di riposo di Bergamo all'età di 68 anni, proprio nel 36º anniversario della strage di piazza Fontana, il 12 dicembre 2005.